# Interlands Nederlands voetbalelftal 2000-2009
Dit is een overzicht van de interlands van het Nederlands voetbalelftal vanaf 2000 tot en met 2009.
In deze periode werden in totaal 122 interlands gespeeld waarvan er 76 gewonnen werden, 31 wedstrijden eindigde in gelijk spel en 15 keer werd er verloren. Nederland wist zich te plaatsen voor alle EK's en WK's met uitzondering van het WK in 2002.

## Interlands

### 2000
|                                                                          |                                           |       |                     |                                                                                        |
| 23 februari Vriendschappelijk № 566 «onderlinge duels» 20:30 uur (UTC+1) | Nederland                                 | 2 – 1 | Duitsland           | Amsterdam Arena, Amsterdam Toeschouwers: 48.778 Scheidsrechter: Domenico Messina (ITA) |
| 23 februari Vriendschappelijk № 566 «onderlinge duels» 20:30 uur (UTC+1) | Patrick Kluivert 15' Boudewijn Zenden 28' |       | 22' Christian Ziege | Amsterdam Arena, Amsterdam Toeschouwers: 48.778 Scheidsrechter: Domenico Messina (ITA) |

|                                                                       |                                    |       |                           |                                                                                             |
| 29 maart Vriendschappelijk № 567 «onderlinge duels» 20:00 uur (UTC+1) | België                             | 2 – 2 | Nederland                 | Koning Boudewijnstadion, Brussel Toeschouwers: 46.400 Scheidsrechter: Stefano Braschi (ITA) |
| 29 maart Vriendschappelijk № 567 «onderlinge duels» 20:00 uur (UTC+1) | Gert Verheyen 14' Émile Mpenza 26' |       | 33', 83' Patrick Kluivert | Koning Boudewijnstadion, Brussel Toeschouwers: 46.400 Scheidsrechter: Stefano Braschi (ITA) |

|                                                                       |           |       |           |                                                                              |
| 26 april Vriendschappelijk № 568 «onderlinge duels» 20:30 uur (UTC+2) | Nederland | 0 – 0 | Schotland | GelreDome, Arnhem Toeschouwers: 28.000 Scheidsrechter: Hartmut Strampe (GER) |
| 26 april Vriendschappelijk № 568 «onderlinge duels» 20:30 uur (UTC+2) |           |       |           | GelreDome, Arnhem Toeschouwers: 28.000 Scheidsrechter: Hartmut Strampe (GER) |

|                                                                     |                                        |       |                     |                                                                                   |
| 27 mei Vriendschappelijk № 569 «onderlinge duels» 20:30 uur (UTC+2) | Nederland                              | 2 – 1 | Roemenië            | Amsterdam Arena, Amsterdam Toeschouwers: 43.500 Scheidsrechter: Terje Hauge (NOR) |
| 27 mei Vriendschappelijk № 569 «onderlinge duels» 20:30 uur (UTC+2) | Marc Overmars 43' Patrick Kluivert 68' |       | 70' Viorel Moldovan | Amsterdam Arena, Amsterdam Toeschouwers: 43.500 Scheidsrechter: Terje Hauge (NOR) |

|                                                                     |                                             |       |                        | |
| 4 juni Vriendschappelijk № 570 «onderlinge duels» 18:00 uur (UTC+2) | Nederland                                   | 3 – 1 | Polen                  | Stade Olympique de la Pontaise, Lausanne Toeschouwers: 7.000 Scheidsrechter: Dominique Tavel (SUI) |
| 4 juni Vriendschappelijk № 570 «onderlinge duels» 18:00 uur (UTC+2) | Frank de Boer 29' Patrick Kluivert 56', 61' |       | 38' Paweł Kryszałowicz | Stade Olympique de la Pontaise, Lausanne Toeschouwers: 7.000 Scheidsrechter: Dominique Tavel (SUI) |

| Europees kampioenschap voetbal 2000 |
| ----------------------------------- |

|                                                                    |                          |       |          |                                                                                         |
| 11 juni EK 2000 Groep D № 571 «onderlinge duels» 20:45 uur (UTC+2) | Nederland                | 1 – 0 | Tsjechië | Amsterdam Arena, Amsterdam Toeschouwers: 50.833 Scheidsrechter: Pierluigi Collina (ITA) |
| 11 juni EK 2000 Groep D № 571 «onderlinge duels» 20:45 uur (UTC+2) | Frank de Boer 89' (pen.) |       |          | Amsterdam Arena, Amsterdam Toeschouwers: 50.833 Scheidsrechter: Pierluigi Collina (ITA) |

|                                                                    |                                                              |       |            |                                                                                    |
| 16 juni EK 2000 Groep D № 572 «onderlinge duels» 20:45 uur (UTC+2) | Nederland                                                    | 3 – 0 | Denemarken | Stadion Feijenoord, Rotterdam Toeschouwers: 51.117 Scheidsrechter: Urs Meier (SUI) |
| 16 juni EK 2000 Groep D № 572 «onderlinge duels» 20:45 uur (UTC+2) | Patrick Kluivert 57' Ronald de Boer 66' Boudewijn Zenden 77' |       |            | Stadion Feijenoord, Rotterdam Toeschouwers: 51.117 Scheidsrechter: Urs Meier (SUI) |

|                                                                    |                                                             |       |                                           |                                                                                    |
| 21 juni EK 2000 Groep D № 573 «onderlinge duels» 20:45 uur (UTC+2) | Nederland                                                   | 3 – 2 | Frankrijk                                 | Amsterdam Arena, Amsterdam Toeschouwers: 44.000 Scheidsrechter: Anders Frisk (SWE) |
| 21 juni EK 2000 Groep D № 573 «onderlinge duels» 20:45 uur (UTC+2) | Patrick Kluivert 14' Frank de Boer 51' Boudewijn Zenden 59' |       | 8' Christophe Dugarry 30' David Trezeguet | Amsterdam Arena, Amsterdam Toeschouwers: 44.000 Scheidsrechter: Anders Frisk (SWE) |

|                                                                        |                                                                              |       |                      |                                                                                                   |
| 25 juni EK 2000 Kwartfinale № 574 «onderlinge duels» 18:00 uur (UTC+2) | Nederland                                                                    | 6 – 1 | Joegoslavië          | Stadion Feijenoord, Rotterdam Toeschouwers: 51.504 Scheidsrechter: José María García-Aranda (ESP) |
| 25 juni EK 2000 Kwartfinale № 574 «onderlinge duels» 18:00 uur (UTC+2) | Patrick Kluivert 24', 54' Dejan Govedarica 51' (e.d.) Marc Overmars 78', 90' |       | 90+1' Savo Milošević | Stadion Feijenoord, Rotterdam Toeschouwers: 51.504 Scheidsrechter: José María García-Aranda (ESP) |

|                                                                         |                                                                 |              |                                                       |                                                                                   |
| 29 juni EK 2000 Halve finale № 575 «onderlinge duels» 18:00 uur (UTC+2) | Nederland                                                       | 0 – 0 (n.v.) | Italië                                                | Amsterdam Arena, Amsterdam Toeschouwers: 51.300 Scheidsrechter: Markus Merk (GER) |
| 29 juni EK 2000 Halve finale № 575 «onderlinge duels» 18:00 uur (UTC+2) |                                                                 |              |                                                       | Amsterdam Arena, Amsterdam Toeschouwers: 51.300 Scheidsrechter: Markus Merk (GER) |
| 29 juni EK 2000 Halve finale № 575 «onderlinge duels» 18:00 uur (UTC+2) | Strafschoppen                                                   |              |                                                       | Amsterdam Arena, Amsterdam Toeschouwers: 51.300 Scheidsrechter: Markus Merk (GER) |
| 29 juni EK 2000 Halve finale № 575 «onderlinge duels» 18:00 uur (UTC+2) | Luigi Di Biagio Gianluca Pessotto Francesco Totti Paolo Maldini | 3 – 1        | Frank de Boer Jaap Stam Patrick Kluivert Paul Bosvelt | Amsterdam Arena, Amsterdam Toeschouwers: 51.300 Scheidsrechter: Markus Merk (GER) |

|  |  |  |  |  |  |  |  |  |

|                                                                                     |                                                |       |                                    |                                                                                    |
| 2 september Kwalificatie WK 2002 Groep 2 № 576 «onderlinge duels» 20:30 uur (UTC+2) | Nederland                                      | 2 – 2 | Ierland                            | Amsterdam Arena, Amsterdam Toeschouwers: 45.000 Scheidsrechter: Ľuboš Micheľ (SVK) |
| 2 september Kwalificatie WK 2002 Groep 2 № 576 «onderlinge duels» 20:30 uur (UTC+2) | Jeffrey Talan 71' Giovanni van Bronckhorst 84' |       | 21' Robbie Keane 65' Jason McAteer | Amsterdam Arena, Amsterdam Toeschouwers: 45.000 Scheidsrechter: Ľuboš Micheľ (SVK) |

|                                                                                   |        |                                                                  |           |                                                                                 |
| 7 oktober Kwalificatie WK 2002 Groep 2 № 577 «onderlinge duels» 20:30 uur (UTC+3) | Cyprus | 0 – 4                                                            | Nederland | GSP-stadion, Nicosia Toeschouwers: 10.250 Scheidsrechter: Graziano Cesari (ITA) |
| 7 oktober Kwalificatie WK 2002 Groep 2 № 577 «onderlinge duels» 20:30 uur (UTC+3) |        | 69' Clarence Seedorf 77', 81' Marc Overmars 90' Patrick Kluivert |           | GSP-stadion, Nicosia Toeschouwers: 10.250 Scheidsrechter: Graziano Cesari (ITA) |

|                                                                                     |           |                                        |          |                                                                                      |
| 11 november Kwalificatie WK 2002 Groep 2 № 578 «onderlinge duels» 20:30 uur (UTC+1) | Nederland | 0 – 2                                  | Portugal | Stadion Feijenoord, Rotterdam Toeschouwers: 44.620 Scheidsrechter: Graham Poll (ENG) |
| 11 november Kwalificatie WK 2002 Groep 2 № 578 «onderlinge duels» 20:30 uur (UTC+1) |           | 10' Sérgio Conceição 44' Pedro Pauleta |          | Stadion Feijenoord, Rotterdam Toeschouwers: 44.620 Scheidsrechter: Graham Poll (ENG) |

|                                                                          |                     |       |                                         |                                                                                            |
| 15 november Vriendschappelijk № 579 «onderlinge duels» 21:30 uur (UTC+1) | Spanje              | 1 – 2 | Nederland                               | Estadio de La Cartuja, Sevilla Toeschouwers: 30.000 Scheidsrechter: Domenico Messina (ITA) |
| 15 november Vriendschappelijk № 579 «onderlinge duels» 21:30 uur (UTC+1) | Fernando Hierro 67' |       | 74' Jimmy Hasselbaink 85' Frank de Boer | Estadio de La Cartuja, Sevilla Toeschouwers: 30.000 Scheidsrechter: Domenico Messina (ITA) |

### 2001
|                                                                          |           |       |         |                                                                                     |
| 28 februari Vriendschappelijk № 580 «onderlinge duels» 20:30 uur (UTC+1) | Nederland | 0 – 0 | Turkije | Amsterdam Arena, Amsterdam Toeschouwers: 48.500 Scheidsrechter: Mikko Vuorela (FIN) |
| 28 februari Vriendschappelijk № 580 «onderlinge duels» 20:30 uur (UTC+1) |           |       |         | Amsterdam Arena, Amsterdam Toeschouwers: 48.500 Scheidsrechter: Mikko Vuorela (FIN) |

|                                                                                  |         |                                                                                             |           |                                                                                |
| 24 maart Kwalificatie WK 2002 Groep 2 № 581 «onderlinge duels» 20:30 uur (UTC+1) | Andorra | 0 – 5                                                                                       | Nederland | Mini Estadi, Barcelona Toeschouwers: 3.823 Scheidsrechter: Edo Trivković (CRO) |
| 24 maart Kwalificatie WK 2002 Groep 2 № 581 «onderlinge duels» 20:30 uur (UTC+1) |         | 9' Patrick Kluivert 36' Jimmy Hasselbaink 61', 71' Pierre van Hooijdonk 85' Mark van Bommel |           | Mini Estadi, Barcelona Toeschouwers: 3.823 Scheidsrechter: Edo Trivković (CRO) |

|                                                                                  |                                          |       |                                                   |                                                                               |
| 28 maart Kwalificatie WK 2002 Groep 2 № 582 «onderlinge duels» 21:00 uur (UTC+1) | Portugal                                 | 2 – 2 | Nederland                                         | Estádio das Antas, Porto Toeschouwers: 42.164 Scheidsrechter: Urs Meier (SUI) |
| 28 maart Kwalificatie WK 2002 Groep 2 № 582 «onderlinge duels» 21:00 uur (UTC+1) | Pedro Pauleta 83' Luís Figo 90+3' (pen.) |       | 18' (pen.) Jimmy Hasselbaink 48' Patrick Kluivert | Estádio das Antas, Porto Toeschouwers: 42.164 Scheidsrechter: Urs Meier (SUI) |

|                                                                                  |                                                                                       |       |        |                                                                                      |
| 25 april Kwalificatie WK 2002 Groep 2 № 583 «onderlinge duels» 20:30 uur (UTC+2) | Nederland                                                                             | 4 – 0 | Cyprus | Philips Stadion, Eindhoven Toeschouwers: 31.000 Scheidsrechter: Yuriy Baskakov (RUS) |
| 25 april Kwalificatie WK 2002 Groep 2 № 583 «onderlinge duels» 20:30 uur (UTC+2) | Jimmy Hasselbaink 29' Marc Overmars 35' Patrick Kluivert 44' Ruud van Nistelrooij 82' |       |        | Philips Stadion, Eindhoven Toeschouwers: 31.000 Scheidsrechter: Yuriy Baskakov (RUS) |

|                                                                                |                                     |       |                                                                            |                                                                                  |
| 2 juni Kwalificatie WK 2002 Groep 2 № 584 «onderlinge duels» 19:00 uur (UTC+2) | Estland                             | 2 – 4 | Nederland                                                                  | A. Le Coq Arena, Tallinn Toeschouwers: 9.323 Scheidsrechter: Ceri Richards (WAL) |
| 2 juni Kwalificatie WK 2002 Groep 2 № 584 «onderlinge duels» 19:00 uur (UTC+2) | Andres Oper 65' Indrek Zelinski 76' |       | 68' (e.d.) Raio Piiroja 83', 90' Ruud van Nistelrooij 89' Patrick Kluivert | A. Le Coq Arena, Tallinn Toeschouwers: 9.323 Scheidsrechter: Ceri Richards (WAL) |

|                                                                          |          |                                              |           |                                                                                 |
| 15 augustus Vriendschappelijk № 585 «onderlinge duels» 20:15 uur (UTC+1) | Engeland | 0 – 2                                        | Nederland | White Hart Lane, Londen Toeschouwers: 35.238 Scheidsrechter: Anders Frisk (SWE) |
| 15 augustus Vriendschappelijk № 585 «onderlinge duels» 20:15 uur (UTC+1) |          | 38' Mark van Bommel 39' Ruud van Nistelrooij |           | White Hart Lane, Londen Toeschouwers: 35.238 Scheidsrechter: Anders Frisk (SWE) |

|                                                                                     |                   |       |           |                                                                                |
| 1 september Kwalificatie WK 2002 Groep 2 № 586 «onderlinge duels» 15:00 uur (UTC+1) | Ierland           | 1 – 0 | Nederland | Lansdowne Road, Dublin Toeschouwers: 35.400 Scheidsrechter: Hellmut Krug (GER) |
| 1 september Kwalificatie WK 2002 Groep 2 № 586 «onderlinge duels» 15:00 uur (UTC+1) | Jason McAteer 68' |       |           | Lansdowne Road, Dublin Toeschouwers: 35.400 Scheidsrechter: Hellmut Krug (GER) |

|                                                                                     |                                                                                         |       |         |                                                                                      |
| 5 september Kwalificatie WK 2002 Groep 2 № 587 «onderlinge duels» 20:30 uur (UTC+2) | Nederland                                                                               | 5 – 0 | Estland | Philips Stadion, Eindhoven Toeschouwers: 28.500 Scheidsrechter: Kyros Vassaras (GRE) |
| 5 september Kwalificatie WK 2002 Groep 2 № 587 «onderlinge duels» 20:30 uur (UTC+2) | Boudewijn Zenden 16' Mark van Bommel 26', 39' Phillip Cocu 31' Ruud van Nistelrooij 44' |       |         | Philips Stadion, Eindhoven Toeschouwers: 28.500 Scheidsrechter: Kyros Vassaras (GRE) |

|                                                                                   |                                                                                   |       |         |                                                                            |
| 6 oktober Kwalificatie WK 2002 Groep 2 № 588 «onderlinge duels» 20:30 uur (UTC+2) | Nederland                                                                         | 4 – 0 | Andorra | GelreDome, Arnhem Toeschouwers: 18.500 Scheidsrechter: Orhan Erdemir (TUR) |
| 6 oktober Kwalificatie WK 2002 Groep 2 № 588 «onderlinge duels» 20:30 uur (UTC+2) | Pierre van Hooijdonk 4' (pen.) Clarence Seedorf 45' Ruud van Nistelrooij 53', 90' |       |         | GelreDome, Arnhem Toeschouwers: 18.500 Scheidsrechter: Orhan Erdemir (TUR) |

|                                                                          |                              |       |                               |                                                                             |
| 10 november Vriendschappelijk № 589 «onderlinge duels» 19:15 uur (UTC+1) | Denemarken                   | 1 – 1 | Nederland                     | Parken, Kopenhagen Toeschouwers: 20.354 Scheidsrechter: Stuart Dougal (SCO) |
| 10 november Vriendschappelijk № 589 «onderlinge duels» 19:15 uur (UTC+1) | Martin Jørgensen 84 ' (pen.) |       | 45 ' (pen.) Jimmy Hasselbaink | Parken, Kopenhagen Toeschouwers: 20.354 Scheidsrechter: Stuart Dougal (SCO) |

### 2002
|                                                                          |                      |       |                    |                                                                                       |
| 13 februari Vriendschappelijk № 590 «onderlinge duels» 20:30 uur (UTC+1) | Nederland            | 1 – 1 | Engeland           | Amsterdam Arena, Amsterdam Toeschouwers: 41.069 Scheidsrechter: Laurent Duhamel (FRA) |
| 13 februari Vriendschappelijk № 590 «onderlinge duels» 20:30 uur (UTC+1) | Patrick Kluivert 26' |       | 60' Darius Vassell | Amsterdam Arena, Amsterdam Toeschouwers: 41.069 Scheidsrechter: Laurent Duhamel (FRA) |

|                                                                       |                   |       |        |                                                                                            |
| 27 maart Vriendschappelijk № 591 «onderlinge duels» 20:30 uur (UTC+1) | Nederland         | 1 – 0 | Spanje | Stadion Feijenoord, Rotterdam Toeschouwers: 25.500 Scheidsrechter: Karl-Erik Nilsson (SWE) |
| 27 maart Vriendschappelijk № 591 «onderlinge duels» 20:30 uur (UTC+1) | Frank de Boer 32' |       |        | Stadion Feijenoord, Rotterdam Toeschouwers: 25.500 Scheidsrechter: Karl-Erik Nilsson (SWE) |

|                                                                     |                  |                                        |           |                                                                                    |
| 19 mei Vriendschappelijk № 592 «onderlinge duels» 14:00 uur (UTC−4) | Verenigde Staten | 0 – 2                                  | Nederland | CMGI Field, Foxborough Toeschouwers: 36.778 Scheidsrechter: Benito Archundia (MEX) |
| 19 mei Vriendschappelijk № 592 «onderlinge duels» 14:00 uur (UTC−4) |                  | 45' Roy Makaay 76' Andy van der Meijde |           | CMGI Field, Foxborough Toeschouwers: 36.778 Scheidsrechter: Benito Archundia (MEX) |

|                                                                          |           |                  |           |                                                                                 |
| 21 augustus Vriendschappelijk № 593 «onderlinge duels» 19:00 uur (UTC+2) | Noorwegen | 0 – 1            | Nederland | Ullevaalstadion, Oslo Toeschouwers: 15.356 Scheidsrechter: Fritz Stuchlik (AUT) |
| 21 augustus Vriendschappelijk № 593 «onderlinge duels» 19:00 uur (UTC+2) |           | 71' Edgar Davids |           | Ullevaalstadion, Oslo Toeschouwers: 15.356 Scheidsrechter: Fritz Stuchlik (AUT) |

|                                                                                     |                                                             |       |             |                                                                                     |
| 7 september Kwalificatie EK 2004 Groep 3 № 594 «onderlinge duels» 20:30 uur (UTC+2) | Nederland                                                   | 3 – 0 | Wit-Rusland | Philips Stadion, Eindhoven Toeschouwers: 32.000 Scheidsrechter: Graham Barber (ENG) |
| 7 september Kwalificatie EK 2004 Groep 3 № 594 «onderlinge duels» 20:30 uur (UTC+2) | Edgar Davids 35' Patrick Kluivert 37' Jimmy Hasselbaink 73' |       |             | Philips Stadion, Eindhoven Toeschouwers: 32.000 Scheidsrechter: Graham Barber (ENG) |

|                                                                                    |            |                                                      |           |                                                                                         |
| 16 oktober Kwalificatie EK 2004 Groep 3 № 595 «onderlinge duels» 20:30 uur (UTC+2) | Oostenrijk | 0 – 3                                                | Nederland | Ernst Happelstadion, Wenen Toeschouwers: 46.300 Scheidsrechter: Pierluigi Collina (ITA) |
| 16 oktober Kwalificatie EK 2004 Groep 3 № 595 «onderlinge duels» 20:30 uur (UTC+2) |            | 16' Clarence Seedorf 20' Phillip Cocu 29' Roy Makaay |           | Ernst Happelstadion, Wenen Toeschouwers: 46.300 Scheidsrechter: Pierluigi Collina (ITA) |

|                                                                          |                 |       |                                                                     |                                                                                        |
| 20 november Vriendschappelijk № 596 «onderlinge duels» 20:00 uur (UTC+1) | Duitsland       | 1 – 3 | Nederland                                                           | Arena AufSchalke, Gelsenkirchen Toeschouwers: 60.601 Scheidsrechter: Hugh Dallas (SCO) |
| 20 november Vriendschappelijk № 596 «onderlinge duels» 20:00 uur (UTC+1) | Fredi Bobic 34' |       | 22' Patrick Kluivert 69' Jimmy Hasselbaink 79' Ruud van Nistelrooij | Arena AufSchalke, Gelsenkirchen Toeschouwers: 60.601 Scheidsrechter: Hugh Dallas (SCO) |

### 2003
|                                                                          |                              |       |            |                                                                                          |
| 12 februari Vriendschappelijk № 597 «onderlinge duels» 20:30 uur (UTC+1) | Nederland                    | 1 – 0 | Argentinië | Amsterdam Arena, Amsterdam Toeschouwers: 40.090 Scheidsrechter: Kim Milton Nielsen (DEN) |
| 12 februari Vriendschappelijk № 597 «onderlinge duels» 20:30 uur (UTC+1) | Giovanni van Bronckhorst 86' |       |            | Amsterdam Arena, Amsterdam Toeschouwers: 40.090 Scheidsrechter: Kim Milton Nielsen (DEN) |

|                                                                                  |                          |       |                |                                                                                             |
| 29 maart Kwalificatie EK 2004 Groep 3 № 598 «onderlinge duels» 20:30 uur (UTC+1) | Nederland                | 1 – 1 | Tsjechië       | Stadion Feijenoord, Rotterdam Toeschouwers: 48.378 Scheidsrechter: Kim Milton Nielsen (DEN) |
| 29 maart Kwalificatie EK 2004 Groep 3 № 598 «onderlinge duels» 20:30 uur (UTC+1) | Ruud van Nistelrooij 45' |       | 68' Jan Koller | Stadion Feijenoord, Rotterdam Toeschouwers: 48.378 Scheidsrechter: Kim Milton Nielsen (DEN) |

|                                                                                 |                 |       |                                              |                                                                               |
| 2 april Kwalificatie EK 2004 Groep 3 № 599 «onderlinge duels» 21:00 uur (UTC+3) | Moldavië        | 1 – 2 | Nederland                                    | Sheriffstadion, Tiraspol Toeschouwers: 9.500 Scheidsrechter: Alain Sars (FRA) |
| 2 april Kwalificatie EK 2004 Groep 3 № 599 «onderlinge duels» 21:00 uur (UTC+3) | Vadim Boret 16' |       | 37' Ruud van Nistelrooij 84' Mark van Bommel | Sheriffstadion, Tiraspol Toeschouwers: 9.500 Scheidsrechter: Alain Sars (FRA) |

|                                                                       |                      |       |                   |                                                                                 |
| 30 april Vriendschappelijk № 600 «onderlinge duels» 20:45 uur (UTC+2) | Nederland            | 1 – 1 | Portugal          | Philips Stadion, Eindhoven Toeschouwers: 27.200 Scheidsrechter: Urs Meier (SUI) |
| 30 april Vriendschappelijk № 600 «onderlinge duels» 20:45 uur (UTC+2) | Patrick Kluivert 27' |       | 78' Simão Sabrosa | Philips Stadion, Eindhoven Toeschouwers: 27.200 Scheidsrechter: Urs Meier (SUI) |

|                                                                                |             |                                        |           |                                                                                    |
| 7 juni Kwalificatie EK 2004 Groep 3 № 601 «onderlinge duels» 21:00 uur (UTC+3) | Wit-Rusland | 0 – 2                                  | Nederland | Dinamostadion, Minsk Toeschouwers: 19.309 Scheidsrechter: Tom Henning Øvrebø (NOR) |
| 7 juni Kwalificatie EK 2004 Groep 3 № 601 «onderlinge duels» 21:00 uur (UTC+3) |             | 62' Marc Overmars 68' Patrick Kluivert |           | Dinamostadion, Minsk Toeschouwers: 19.309 Scheidsrechter: Tom Henning Øvrebø (NOR) |

|                                                                          |                  |       |                |                                                                                            |
| 20 augustus Vriendschappelijk № 602 «onderlinge duels» 20:15 uur (UTC+2) | België           | 1 – 1 | Nederland      | Koning Boudewijnstadion, Brussel Toeschouwers: 33.441 Scheidsrechter: Herbert Fandel (GER) |
| 20 augustus Vriendschappelijk № 602 «onderlinge duels» 20:15 uur (UTC+2) | Wesley Sonck 39' |       | 55' Roy Makaay | Koning Boudewijnstadion, Brussel Toeschouwers: 33.441 Scheidsrechter: Herbert Fandel (GER) |

|                                                                                     |                                                                |       |                      |                                                                                      |
| 6 september Kwalificatie EK 2004 Groep 3 № 603 «onderlinge duels» 20:30 uur (UTC+2) | Nederland                                                      | 3 – 1 | Oostenrijk           | Stadion Feijenoord, Rotterdam Toeschouwers: 48.000 Scheidsrechter: Éric Poulat (FRA) |
| 6 september Kwalificatie EK 2004 Groep 3 № 603 «onderlinge duels» 20:30 uur (UTC+2) | Rafael van der Vaart 30' Patrick Kluivert 60' Phillip Cocu 64' |       | 34' Emanuel Pogatetz | Stadion Feijenoord, Rotterdam Toeschouwers: 48.000 Scheidsrechter: Éric Poulat (FRA) |

|                                                                                      |                                                          |       |                          |                                                                                |
| 10 september Kwalificatie EK 2004 Groep 3 № 604 «onderlinge duels» 20:15 uur (UTC+2) | Tsjechië                                                 | 3 – 1 | Nederland                | Toyota Arena, Praag Toeschouwers: 18.356 Scheidsrechter: Lucílio Batista (POR) |
| 10 september Kwalificatie EK 2004 Groep 3 № 604 «onderlinge duels» 20:15 uur (UTC+2) | Jan Koller 15' (pen.) Karel Poborský 38' Milan Baroš 90' |       | 61' Rafael van der Vaart | Toyota Arena, Praag Toeschouwers: 18.356 Scheidsrechter: Lucílio Batista (POR) |

|                                                                                    | |       |          |                                                                                    |
| 11 oktober Kwalificatie EK 2004 Groep 3 № 605 «onderlinge duels» 20:30 uur (UTC+2) | Nederland | 5 – 0 | Moldavië | Philips Stadion, Eindhoven Toeschouwers: 30.995 Scheidsrechter: Željko Širić (CRO) |
| 11 oktober Kwalificatie EK 2004 Groep 3 № 605 «onderlinge duels» 20:30 uur (UTC+2) | Patrick Kluivert 44' Wesley Sneijder 51' Pierre van Hooijdonk 74' (pen.) Rafael van der Vaart 80' Arjen Robben 89' |       |          | Philips Stadion, Eindhoven Toeschouwers: 30.995 Scheidsrechter: Željko Širić (CRO) |

|                                                                                    |                    |       |           |                                                                              |
| 15 november Kwalificatie EK 2004 Play-off № 606 «onderlinge duels» 15:00 uur (UTC) | Schotland          | 1 – 0 | Nederland | Hampden Park, Glasgow Toeschouwers: 50.670 Scheidsrechter: Terje Hauge (NOR) |
| 15 november Kwalificatie EK 2004 Play-off № 606 «onderlinge duels» 15:00 uur (UTC) | James McFadden 22' |       |           | Hampden Park, Glasgow Toeschouwers: 50.670 Scheidsrechter: Terje Hauge (NOR) |

|                                                                                      |                                                                                           |       |           |                                                                                    |
| 19 november Kwalificatie EK 2004 Play-off № 607 «onderlinge duels» 20:30 uur (UTC+1) | Nederland                                                                                 | 6 – 0 | Schotland | Amsterdam Arena, Amsterdam Toeschouwers: 49.656 Scheidsrechter: Ľuboš Micheľ (SVK) |
| 19 november Kwalificatie EK 2004 Play-off № 607 «onderlinge duels» 20:30 uur (UTC+1) | Wesley Sneijder 14' André Ooijer 32' Ruud van Nistelrooij 37', 51', 67' Frank de Boer 64' |       |           | Amsterdam Arena, Amsterdam Toeschouwers: 49.656 Scheidsrechter: Ľuboš Micheľ (SVK) |

### 2004
|                                                                          |                  |       |                  |                                                                                          |
| 18 februari Vriendschappelijk № 608 «onderlinge duels» 20:30 uur (UTC+1) | Nederland        | 1 – 0 | Verenigde Staten | Amsterdam Arena, Amsterdam Toeschouwers: 29.700 Scheidsrechter: Tom Henning Øvrebø (NOR) |
| 18 februari Vriendschappelijk № 608 «onderlinge duels» 20:30 uur (UTC+1) | Arjen Robben 57' |       |                  | Amsterdam Arena, Amsterdam Toeschouwers: 29.700 Scheidsrechter: Tom Henning Øvrebø (NOR) |

|                                                                       |           |       |           |                                                                                         |
| 31 maart Vriendschappelijk № 609 «onderlinge duels» 20:45 uur (UTC+2) | Nederland | 0 – 0 | Frankrijk | Stadion Feijenoord, Rotterdam Toeschouwers: 49.000 Scheidsrechter: Wolfgang Stark (GER) |
| 31 maart Vriendschappelijk № 609 «onderlinge duels» 20:45 uur (UTC+2) |           |       |           | Stadion Feijenoord, Rotterdam Toeschouwers: 49.000 Scheidsrechter: Wolfgang Stark (GER) |

|                                                                       |                                                                                |       |             |                                                                                        |
| 28 april Vriendschappelijk № 610 «onderlinge duels» 20:30 uur (UTC+2) | Nederland                                                                      | 4 – 0 | Griekenland | Philips Stadion, Eindhoven Toeschouwers: 27.000 Scheidsrechter: Cosimo Bolognino (ITA) |
| 28 april Vriendschappelijk № 610 «onderlinge duels» 20:30 uur (UTC+2) | Roy Makaay 50' Boudewijn Zenden 58' John Heitinga 61' Pierre van Hooijdonk 89' |       |             | Philips Stadion, Eindhoven Toeschouwers: 27.000 Scheidsrechter: Cosimo Bolognino (ITA) |

|                                                                     |           |                      |        |                                                                                      |
| 29 mei Vriendschappelijk № 611 «onderlinge duels» 20:30 uur (UTC+2) | Nederland | 0 – 1                | België | Philips Stadion, Eindhoven Toeschouwers: 32.500 Scheidsrechter: Claude Colombo (FRA) |
| 29 mei Vriendschappelijk № 611 «onderlinge duels» 20:30 uur (UTC+2) |           | 78' (pen.) Bart Goor |        | Philips Stadion, Eindhoven Toeschouwers: 32.500 Scheidsrechter: Claude Colombo (FRA) |

|                                                                     |                                                           |       |         |                                                                                                   |
| 1 juni Vriendschappelijk № 612 «onderlinge duels» 20:15 uur (UTC+2) | Nederland                                                 | 3 – 0 | Faeröer | Stade Olympique de la Pontaise, Lausanne Toeschouwers: 3.150 Scheidsrechter: Philippe Leuba (SUI) |
| 1 juni Vriendschappelijk № 612 «onderlinge duels» 20:15 uur (UTC+2) | Rafael van der Vaart 30' Roy Makaay 51' Marc Overmars 59' |       |         | Stade Olympique de la Pontaise, Lausanne Toeschouwers: 3.150 Scheidsrechter: Philippe Leuba (SUI) |

|                                                                     |           |                    |         |                                                                                 |
| 5 juni Vriendschappelijk № 613 «onderlinge duels» 20:00 uur (UTC+2) | Nederland | 0 – 1              | Ierland | Amsterdam Arena, Amsterdam Toeschouwers: 45.500 Scheidsrechter: Mike Dean (ENG) |
| 5 juni Vriendschappelijk № 613 «onderlinge duels» 20:00 uur (UTC+2) |           | 45+1' Robbie Keane |         | Amsterdam Arena, Amsterdam Toeschouwers: 45.500 Scheidsrechter: Mike Dean (ENG) |

| Europees kampioenschap voetbal 2004 |
| ----------------------------------- |

|                                                                    |                    |       |                          |                                                                                  |
| 15 juni EK 2004 Groep D № 614 «onderlinge duels» 19:45 uur (UTC+1) | Duitsland          | 1 – 1 | Nederland                | Estádio do Dragão, Porto Toeschouwers: 46.636 Scheidsrechter: Anders Frisk (SWE) |
| 15 juni EK 2004 Groep D № 614 «onderlinge duels» 19:45 uur (UTC+1) | Torsten Frings 30' |       | 81' Ruud van Nistelrooij | Estádio do Dragão, Porto Toeschouwers: 46.636 Scheidsrechter: Anders Frisk (SWE) |

|                                                                    |                                           |       |                                                    | |
| 19 juni EK 2004 Groep D № 615 «onderlinge duels» 19:45 uur (UTC+1) | Nederland                                 | 2 – 3 | Tsjechië                                           | Estádio Municipal de Aveiro, Aveiro Toeschouwers: 29.935 Scheidsrechter: Manuel Mejuto González (ESP) |
| 19 juni EK 2004 Groep D № 615 «onderlinge duels» 19:45 uur (UTC+1) | Wilfred Bouma 4' Ruud van Nistelrooij 19' |       | 23' Jan Koller 71' Milan Baroš 88' Vladimír Šmicer | Estádio Municipal de Aveiro, Aveiro Toeschouwers: 29.935 Scheidsrechter: Manuel Mejuto González (ESP) |

|                                                                    |                                                     |       |         |                                                                                                 |
| 23 juni EK 2004 Groep D № 616 «onderlinge duels» 19:45 uur (UTC+1) | Nederland                                           | 3 – 0 | Letland | Estádio Municipal de Braga, Braga Toeschouwers: 27.904 Scheidsrechter: Kim Milton Nielsen (DEN) |
| 23 juni EK 2004 Groep D № 616 «onderlinge duels» 19:45 uur (UTC+1) | Ruud van Nistelrooij 27' (pen.), 35' Roy Makaay 84' |       |         | Estádio Municipal de Braga, Braga Toeschouwers: 27.904 Scheidsrechter: Kim Milton Nielsen (DEN) |

|                                                                        | |              |                                                                                          |                                                                                     |
| 26 juni EK 2004 Kwartfinale № 617 «onderlinge duels» 19:45 uur (UTC+1) | Nederland                                                                                             | 0 – 0 (n.v.) | Zweden                                                                                   | Estádio Algarve, Faro/Loulé Toeschouwers: 27.762 Scheidsrechter: Ľuboš Micheľ (SVK) |
| 26 juni EK 2004 Kwartfinale № 617 «onderlinge duels» 19:45 uur (UTC+1) | |              |                                                                                          | Estádio Algarve, Faro/Loulé Toeschouwers: 27.762 Scheidsrechter: Ľuboš Micheľ (SVK) |
| 26 juni EK 2004 Kwartfinale № 617 «onderlinge duels» 19:45 uur (UTC+1) | Strafschoppen                                                                                         |              |                                                                                          | Estádio Algarve, Faro/Loulé Toeschouwers: 27.762 Scheidsrechter: Ľuboš Micheľ (SVK) |
| 26 juni EK 2004 Kwartfinale № 617 «onderlinge duels» 19:45 uur (UTC+1) | Kim Källström Henrik Larsson Zlatan Ibrahimović Fredrik Ljungberg Christian Wilhelmsson Olof Mellberg | 4 – 5        | Ruud van Nistelrooij John Heitinga Michael Reiziger Phillip Cocu Roy Makaay Arjen Robben | Estádio Algarve, Faro/Loulé Toeschouwers: 27.762 Scheidsrechter: Ľuboš Micheľ (SVK) |

|                                                                         |                                    |       |                          |                                                                                         |
| 30 juni EK 2004 Halve finale № 618 «onderlinge duels» 19:45 uur (UTC+1) | Portugal                           | 2 – 1 | Nederland                | Estádio José Alvalade, Lissabon Toeschouwers: 46.679 Scheidsrechter: Anders Frisk (SWE) |
| 30 juni EK 2004 Halve finale № 618 «onderlinge duels» 19:45 uur (UTC+1) | Cristiano Ronaldo 26' Maniche) 58' |       | 63' (e.d.) Jorge Andrade | Estádio José Alvalade, Lissabon Toeschouwers: 46.679 Scheidsrechter: Anders Frisk (SWE) |

|  |  |  |  |  |  |  |  |  |

|                                                                          |                                          |       |                                         |                                                                             |
| 18 augustus Vriendschappelijk № 619 «onderlinge duels» 20:15 uur (UTC+2) | Zweden                                   | 2 – 2 | Nederland                               | Råsundastadion, Solna Toeschouwers: 20.377 Scheidsrechter: Rob Styles (ENG) |
| 18 augustus Vriendschappelijk № 619 «onderlinge duels» 20:15 uur (UTC+2) | Mattias Jonson 4' Zlatan Ibrahimović 69' |       | 17' Wesley Sneijder 43' Mark van Bommel | Råsundastadion, Solna Toeschouwers: 20.377 Scheidsrechter: Rob Styles (ENG) |

|                                                                          |                                                         |       |               |                                                                                     |
| 3 september Vriendschappelijk № 620 «onderlinge duels» 20:30 uur (UTC+2) | Nederland                                               | 3 – 0 | Liechtenstein | Stadion Galgenwaard, Utrecht Toeschouwers: 15.000 Scheidsrechter: Iain Brines (SCO) |
| 3 september Vriendschappelijk № 620 «onderlinge duels» 20:30 uur (UTC+2) | Mark van Bommel 23' André Ooijer 56' Denny Landzaat 78' |       |               | Stadion Galgenwaard, Utrecht Toeschouwers: 15.000 Scheidsrechter: Iain Brines (SCO) |

|                                                                                     |                               |       |          |                                                                                   |
| 8 september Kwalificatie WK 2006 Groep 1 № 621 «onderlinge duels» 20:30 uur (UTC+2) | Nederland                     | 2 – 0 | Tsjechië | Amsterdam Arena, Amsterdam Toeschouwers: 48.488 Scheidsrechter: Markus Merk (GER) |
| 8 september Kwalificatie WK 2006 Groep 1 № 621 «onderlinge duels» 20:30 uur (UTC+2) | Pierre van Hooijdonk 33', 84' |       |          | Amsterdam Arena, Amsterdam Toeschouwers: 48.488 Scheidsrechter: Markus Merk (GER) |

|                                                                                   |                                  |       |                                  |                                                                                          |
| 9 oktober Kwalificatie WK 2006 Groep 1 № 622 «onderlinge duels» 20:30 uur (UTC+2) | Macedonië                        | 2 – 2 | Nederland                        | Stadion Gradski Park, Skopje Toeschouwers: 15.000 Scheidsrechter: Peter Fröjdfeldt (SWE) |
| 9 oktober Kwalificatie WK 2006 Groep 1 № 622 «onderlinge duels» 20:30 uur (UTC+2) | Goran Pandev 45' Aco Stojkov 70' |       | 43' Wilfred Bouma 66' Dirk Kuijt | Stadion Gradski Park, Skopje Toeschouwers: 15.000 Scheidsrechter: Peter Fröjdfeldt (SWE) |

|                                                                                    |                                                   |       |                  |                                                                                     |
| 13 oktober Kwalificatie WK 2006 Groep 1 № 623 «onderlinge duels» 20:30 uur (UTC+2) | Nederland                                         | 3 – 1 | Finland          | Amsterdam Arena, Amsterdam Toeschouwers: 49.000 Scheidsrechter: Steve Bennett (ENG) |
| 13 oktober Kwalificatie WK 2006 Groep 1 № 623 «onderlinge duels» 20:30 uur (UTC+2) | Wesley Sneijder 39' Ruud van Nistelrooij 41', 63' |       | 14' Teemu Tainio | Amsterdam Arena, Amsterdam Toeschouwers: 49.000 Scheidsrechter: Steve Bennett (ENG) |

|                                                                                     |         |                                                       |           |                                                                             |
| 17 november Kwalificatie WK 2006 Groep 1 № 624 «onderlinge duels» 20:30 uur (UTC+1) | Andorra | 0 – 3                                                 | Nederland | Mini Estadi, Barcelona Toeschouwers: 1.500 Scheidsrechter: Alon Yefet (ISR) |
| 17 november Kwalificatie WK 2006 Groep 1 № 624 «onderlinge duels» 20:30 uur (UTC+1) |         | 21' Phillip Cocu 31' Arjen Robben 77' Wesley Sneijder |           | Mini Estadi, Barcelona Toeschouwers: 1.500 Scheidsrechter: Alon Yefet (ISR) |

### 2005
|                                                                       |          |       |           |                                                                                    |
| 9 februari Vriendschappelijk № 625 «onderlinge duels» 19:45 uur (UTC) | Engeland | 0 – 0 | Nederland | Villa Park, Birmingham Toeschouwers: 40.705 Scheidsrechter: Peter Fröjdfeldt (SWE) |
| 9 februari Vriendschappelijk № 625 «onderlinge duels» 19:45 uur (UTC) |          |       |           | Villa Park, Birmingham Toeschouwers: 40.705 Scheidsrechter: Peter Fröjdfeldt (SWE) |

|                                                                                  |          |                                |           | |
| 26 maart Kwalificatie WK 2006 Groep 1 № 626 «onderlinge duels» 20:00 uur (UTC+2) | Roemenië | 0 – 2                          | Nederland | Stadionul Giulești - Valentin Stănescu, Boekarest Toeschouwers: 19.000 Scheidsrechter: Luis Medina Cantalejo (ESP) |
| 26 maart Kwalificatie WK 2006 Groep 1 № 626 «onderlinge duels» 20:00 uur (UTC+2) |          | 1' Phillip Cocu 85' Ryan Babel |           | Stadionul Giulești - Valentin Stănescu, Boekarest Toeschouwers: 19.000 Scheidsrechter: Luis Medina Cantalejo (ESP) |

|                                                                                  |                                            |       |         |                                                                                        |
| 30 maart Kwalificatie WK 2006 Groep 1 № 627 «onderlinge duels» 20:30 uur (UTC+2) | Nederland                                  | 2 – 0 | Armenië | Philips Stadion, Eindhoven Toeschouwers: 33.500 Scheidsrechter: Matteo Trefoloni (ITA) |
| 30 maart Kwalificatie WK 2006 Groep 1 № 627 «onderlinge duels» 20:30 uur (UTC+2) | Romeo Castelen 3' Ruud van Nistelrooij 33' |       |         | Philips Stadion, Eindhoven Toeschouwers: 33.500 Scheidsrechter: Matteo Trefoloni (ITA) |

|                                                                                |                                 |       |          |                                                                                            |
| 4 juni Kwalificatie WK 2006 Groep 1 № 628 «onderlinge duels» 20:30 uur (UTC+2) | Nederland                       | 2 – 0 | Roemenië | Stadion Feijenoord, Rotterdam Toeschouwers: 50.000 Scheidsrechter: Massimo De Santis (ITA) |
| 4 juni Kwalificatie WK 2006 Groep 1 № 628 «onderlinge duels» 20:30 uur (UTC+2) | Arjen Robben 26' Dirk Kuijt 47' |       |          | Stadion Feijenoord, Rotterdam Toeschouwers: 50.000 Scheidsrechter: Massimo De Santis (ITA) |

|                                                                                |         |                                                                               |           |                                                                                    |
| 8 juni Kwalificatie WK 2006 Groep 1 № 629 «onderlinge duels» 21:00 uur (UTC+3) | Finland | 0 – 4                                                                         | Nederland | Olympisch Stadion, Helsinki Toeschouwers: 37.786 Scheidsrechter: Alain Hamer (LUX) |
| 8 juni Kwalificatie WK 2006 Groep 1 № 629 «onderlinge duels» 21:00 uur (UTC+3) |         | 36' Ruud van Nistelrooij 77' Dirk Kuijt 84' Phillip Cocu 87' Robin van Persie |           | Olympisch Stadion, Helsinki Toeschouwers: 37.786 Scheidsrechter: Alain Hamer (LUX) |

|                                                                          |                      |       |                                        |                                                                                      |
| 17 augustus Vriendschappelijk № 630 «onderlinge duels» 20:30 uur (UTC+2) | Nederland            | 2 – 2 | Duitsland                              | Stadion Feijenoord, Rotterdam Toeschouwers: 45.500 Scheidsrechter: Terje Hauge (NOR) |
| 17 augustus Vriendschappelijk № 630 «onderlinge duels» 20:30 uur (UTC+2) | Arjen Robben 3', 46' |       | 49' Michael Ballack 81' Gerald Asamoah | Stadion Feijenoord, Rotterdam Toeschouwers: 45.500 Scheidsrechter: Terje Hauge (NOR) |

|                                                                                     |         |                          |           | |
| 3 september Kwalificatie WK 2006 Groep 1 № 631 «onderlinge duels» 22:00 uur (UTC+5) | Armenië | 0 – 1                    | Nederland | Republikeins Stadion Vazgen Sargsian, Jerevan Toeschouwers: 1.747 Scheidsrechter: Stuart Dougal (SCO) |
| 3 september Kwalificatie WK 2006 Groep 1 № 631 «onderlinge duels» 22:00 uur (UTC+5) |         | 63' Ruud van Nistelrooij |           | Republikeins Stadion Vazgen Sargsian, Jerevan Toeschouwers: 1.747 Scheidsrechter: Stuart Dougal (SCO) |

|                                                                                     |                                                                               |       |         |                                                                                       |
| 7 september Kwalificatie WK 2006 Groep 1 № 632 «onderlinge duels» 20:30 uur (UTC+2) | Nederland                                                                     | 4 – 0 | Andorra | Philips Stadion, Eindhoven Toeschouwers: 34.000 Scheidsrechter: Attila Hanacsek (HUN) |
| 7 september Kwalificatie WK 2006 Groep 1 № 632 «onderlinge duels» 20:30 uur (UTC+2) | Rafael van der Vaart 23' Antoni Lima 27' (e.d.) Ruud van Nistelrooij 43', 89' |       |         | Philips Stadion, Eindhoven Toeschouwers: 34.000 Scheidsrechter: Attila Hanacsek (HUN) |

|                                                                                   |          |                                          |           |                                                                           |
| 8 oktober Kwalificatie WK 2006 Groep 1 № 633 «onderlinge duels» 20:30 uur (UTC+2) | Tsjechië | 0 – 2                                    | Nederland | Toyota Arena, Praag Toeschouwers: 17.478 Scheidsrechter: Alain Sars (FRA) |
| 8 oktober Kwalificatie WK 2006 Groep 1 № 633 «onderlinge duels» 20:30 uur (UTC+2) |          | 32' Rafael van der Vaart 38' Barry Opdam |           | Toyota Arena, Praag Toeschouwers: 17.478 Scheidsrechter: Alain Sars (FRA) |

|                                                                                    |           |       |           |                                                                                      |
| 12 oktober Kwalificatie WK 2006 Groep 1 № 634 «onderlinge duels» 19:30 uur (UTC+2) | Nederland | 0 – 0 | Macedonië | Amsterdam Arena, Amsterdam Toeschouwers: 50.000 Scheidsrechter: Stefano Farina (ITA) |
| 12 oktober Kwalificatie WK 2006 Groep 1 № 634 «onderlinge duels» 19:30 uur (UTC+2) |           |       |           | Amsterdam Arena, Amsterdam Toeschouwers: 50.000 Scheidsrechter: Stefano Farina (ITA) |

|                                                                          |                |       |                                                          |                                                                                       |
| 12 november Vriendschappelijk № 635 «onderlinge duels» 20:45 uur (UTC+1) | Nederland      | 1 – 3 | Italië                                                   | Amsterdam Arena, Amsterdam Toeschouwers: 49.000 Scheidsrechter: Valentin Ivanov (RUS) |
| 12 november Vriendschappelijk № 635 «onderlinge duels» 20:45 uur (UTC+1) | Ryan Babel 38' |       | 41' Alberto Gilardino 45' (e.d.) Ron Vlaar 50' Luca Toni | Amsterdam Arena, Amsterdam Toeschouwers: 49.000 Scheidsrechter: Valentin Ivanov (RUS) |

### 2006
|                                                                      |                |       |         |                                                                                            |
| 1 maart Vriendschappelijk № 636 «onderlinge duels» 20:30 uur (UTC+1) | Nederland      | 1 – 0 | Ecuador | Amsterdam Arena, Amsterdam Toeschouwers: 30.000 Scheidsrechter: Olegário Benquerença (POR) |
| 1 maart Vriendschappelijk № 636 «onderlinge duels» 20:30 uur (UTC+1) | Dirk Kuijt 48' |       |         | Amsterdam Arena, Amsterdam Toeschouwers: 30.000 Scheidsrechter: Olegário Benquerença (POR) |

|                                                                     |                          |       |          |                                                                                        |
| 27 mei Vriendschappelijk № 637 «onderlinge duels» 20:30 uur (UTC+2) | Nederland                | 1 – 0 | Kameroen | Stadion Feijenoord, Rotterdam Toeschouwers: 46.228 Scheidsrechter: Konrad Plautz (AUT) |
| 27 mei Vriendschappelijk № 637 «onderlinge duels» 20:30 uur (UTC+2) | Ruud van Nistelrooij 23' |       |          | Stadion Feijenoord, Rotterdam Toeschouwers: 46.228 Scheidsrechter: Konrad Plautz (AUT) |

|                                                                     |                                  |       |                    |                                                                                        |
| 1 juni Vriendschappelijk № 638 «onderlinge duels» 20:00 uur (UTC+2) | Nederland                        | 2 – 1 | Mexico             | Philips Stadion, Eindhoven Toeschouwers: 30.000 Scheidsrechter: Peter Fröjdfeldt (SWE) |
| 1 juni Vriendschappelijk № 638 «onderlinge duels» 20:00 uur (UTC+2) | John Heitinga 53' Ryan Babel 57' |       | 19' Jared Borgetti | Philips Stadion, Eindhoven Toeschouwers: 30.000 Scheidsrechter: Peter Fröjdfeldt (SWE) |

|                                                                     |                         |       |                |                                                                                    |
| 4 juni Vriendschappelijk № 639 «onderlinge duels» 15:00 uur (UTC+2) | Nederland               | 1 – 1 | Australië      | Stadion Feijenoord, Rotterdam Toeschouwers: 48.688 Scheidsrechter: Mike Dean (ENG) |
| 4 juni Vriendschappelijk № 639 «onderlinge duels» 15:00 uur (UTC+2) | Ruud van Nistelrooij 9' |       | 54' Tim Cahill | Stadion Feijenoord, Rotterdam Toeschouwers: 48.688 Scheidsrechter: Mike Dean (ENG) |

| Wereldkampioenschap voetbal 2006 |
| -------------------------------- |

|                                                                    |                      |                  |           |                                                                                |
| 11 juni WK 2006 Groep C № 640 «onderlinge duels» 15:00 uur (UTC+2) | Servië en Montenegro | 0 – 1            | Nederland | Zentralstadion, Leipzig Toeschouwers: 37.216 Scheidsrechter: Markus Merk (GER) |
| 11 juni WK 2006 Groep C № 640 «onderlinge duels» 15:00 uur (UTC+2) |                      | 18' Arjen Robben |           | Zentralstadion, Leipzig Toeschouwers: 37.216 Scheidsrechter: Markus Merk (GER) |

|                                                                    |                                               |       |                 |                                                                                           |
| 16 juni WK 2006 Groep C № 641 «onderlinge duels» 18:00 uur (UTC+2) | Nederland                                     | 2 – 1 | Ivoorkust       | Gottlieb Daimler Stadion, Stuttgart Toeschouwers: 52.000 Scheidsrechter: Óscar Ruiz (COL) |
| 16 juni WK 2006 Groep C № 641 «onderlinge duels» 18:00 uur (UTC+2) | Robin van Persie 23' Ruud van Nistelrooij 27' |       | 38' Bakari Koné | Gottlieb Daimler Stadion, Stuttgart Toeschouwers: 52.000 Scheidsrechter: Óscar Ruiz (COL) |

|                                                                    |           |       |            | |
| 21 juni WK 2006 Groep C № 642 «onderlinge duels» 21:00 uur (UTC+2) | Nederland | 0 – 0 | Argentinië | Commerzbank-Arena, Frankfurt am Main Toeschouwers: 48.000 Scheidsrechter: Luis Medina Cantalejo (ESP) |
| 21 juni WK 2006 Groep C № 642 «onderlinge duels» 21:00 uur (UTC+2) |           |       |            | Commerzbank-Arena, Frankfurt am Main Toeschouwers: 48.000 Scheidsrechter: Luis Medina Cantalejo (ESP) |

|                                                                           |             |       |           |                                                                                           |
| 25 juni WK 2006 Achtste finale № 643 «onderlinge duels» 21:00 uur (UTC+2) | Portugal    | 1 – 0 | Nederland | easyCredit-Stadion, Neurenberg Toeschouwers: 41.000 Scheidsrechter: Valentin Ivanov (RUS) |
| 25 juni WK 2006 Achtste finale № 643 «onderlinge duels» 21:00 uur (UTC+2) | Maniche 23' |       |           | easyCredit-Stadion, Neurenberg Toeschouwers: 41.000 Scheidsrechter: Valentin Ivanov (RUS) |

|  |  |  |  |  |  |  |  |  |

|                                                                          |         |                                                                    |           |                                                                                      |
| 16 augustus Vriendschappelijk № 644 «onderlinge duels» 19:30 uur (UTC+1) | Ierland | 0 – 4                                                              | Nederland | Lansdowne Road, Dublin Toeschouwers: 42.400 Scheidsrechter: Tom Henning Øvrebø (NOR) |
| 16 augustus Vriendschappelijk № 644 «onderlinge duels» 19:30 uur (UTC+1) |         | 25', 53' Klaas-Jan Huntelaar 41' Arjen Robben 70' Robin van Persie |           | Lansdowne Road, Dublin Toeschouwers: 42.400 Scheidsrechter: Tom Henning Øvrebø (NOR) |

|                                                                                     |           |                     |           |                                                                                       |
| 2 september Kwalificatie EK 2008 Groep G № 645 «onderlinge duels» 20:30 uur (UTC+2) | Luxemburg | 0 – 1               | Nederland | Stade Josy Barthel, Luxemburg Toeschouwers: 8.055 Scheidsrechter: João Ferreira (POR) |
| 2 september Kwalificatie EK 2008 Groep G № 645 «onderlinge duels» 20:30 uur (UTC+2) |           | 17' Joris Mathijsen |           | Stade Josy Barthel, Luxemburg Toeschouwers: 8.055 Scheidsrechter: João Ferreira (POR) |

|                                                                                     |                                          |       |             |                                                                                   |
| 6 september Kwalificatie EK 2008 Groep G № 646 «onderlinge duels» 20:30 uur (UTC+2) | Nederland                                | 3 – 0 | Wit-Rusland | Philips Stadion, Eindhoven Toeschouwers: 30.089 Scheidsrechter: Howard Webb (ENG) |
| 6 september Kwalificatie EK 2008 Groep G № 646 «onderlinge duels» 20:30 uur (UTC+2) | Robin van Persie 32', 78' Dirk Kuijt 90' |       |             | Philips Stadion, Eindhoven Toeschouwers: 30.089 Scheidsrechter: Howard Webb (ENG) |

|                                                                                   |                   |       |                      | |
| 7 oktober Kwalificatie EK 2008 Groep G № 647 «onderlinge duels» 21:00 uur (UTC+3) | Bulgarije         | 1 – 1 | Nederland            | Vasil Levski Nationaal Stadion, Sofia Toeschouwers: 30.547 Scheidsrechter: Tom Henning Øvrebø (NOR) |
| 7 oktober Kwalificatie EK 2008 Groep G № 647 «onderlinge duels» 21:00 uur (UTC+3) | Martin Petrov 11' |       | 61' Robin van Persie | Vasil Levski Nationaal Stadion, Sofia Toeschouwers: 30.547 Scheidsrechter: Tom Henning Øvrebø (NOR) |

|                                                                                    |                                            |       |                   |                                                                                  |
| 11 oktober Kwalificatie EK 2008 Groep G № 648 «onderlinge duels» 20:30 uur (UTC+2) | Nederland                                  | 2 – 1 | Albanië           | Amsterdam Arena, Amsterdam Toeschouwers: 40.085 Scheidsrechter: Alon Yefet (ISR) |
| 11 oktober Kwalificatie EK 2008 Groep G № 648 «onderlinge duels» 20:30 uur (UTC+2) | Robin van Persie 14' Nevil Dede 41' (e.d.) |       | 67' Debatik Curri | Amsterdam Arena, Amsterdam Toeschouwers: 40.085 Scheidsrechter: Alon Yefet (ISR) |

|                                                                          |                          |       |                  |                                                                                    |
| 15 november Vriendschappelijk № 649 «onderlinge duels» 20:00 uur (UTC+1) | Nederland                | 1 – 1 | Engeland         | Amsterdam Arena, Amsterdam Toeschouwers: 45.090 Scheidsrechter: Ľuboš Micheľ (SVK) |
| 15 november Vriendschappelijk № 649 «onderlinge duels» 20:00 uur (UTC+1) | Rafael van der Vaart 86' |       | 37' Wayne Rooney | Amsterdam Arena, Amsterdam Toeschouwers: 45.090 Scheidsrechter: Ľuboš Micheľ (SVK) |

### 2007
|                                                                         |                                                                                        |       |                      |                                                                                        |
| 7 februari Vriendschappelijk № 650 «onderlinge duels» 20:30 uur (UTC+1) | Nederland                                                                              | 4 – 1 | Rusland              | Amsterdam Arena, Amsterdam Toeschouwers: 22.000 Scheidsrechter: Mark Clattenburg (RUS) |
| 7 februari Vriendschappelijk № 650 «onderlinge duels» 20:30 uur (UTC+1) | Ryan Babel 68' Wesley Sneijder 71' Joris Mathijsen 80' Rafael van der Vaart 89' (pen.) |       | 76' Vladimir Bystrov | Amsterdam Arena, Amsterdam Toeschouwers: 22.000 Scheidsrechter: Mark Clattenburg (RUS) |

|                                                                                  |           |       |          |                                                                                      |
| 24 maart Kwalificatie EK 2008 Groep G № 651 «onderlinge duels» 20:30 uur (UTC+1) | Nederland | 0 – 0 | Roemenië | Stadion Feijenoord, Rotterdam Toeschouwers: 49.000 Scheidsrechter: Markus Merk (GER) |
| 24 maart Kwalificatie EK 2008 Groep G № 651 «onderlinge duels» 20:30 uur (UTC+1) |           |       |          | Stadion Feijenoord, Rotterdam Toeschouwers: 49.000 Scheidsrechter: Markus Merk (GER) |

|                                                                                  |          |                              |           |                                                                                      |
| 28 maart Kwalificatie EK 2008 Groep G № 652 «onderlinge duels» 20:45 uur (UTC+2) | Slovenië | 0 – 1                        | Nederland | Arena Petrol, Celje Toeschouwers: 9.520 Scheidsrechter: Manuel Mejuto González (ESP) |
| 28 maart Kwalificatie EK 2008 Groep G № 652 «onderlinge duels» 20:45 uur (UTC+2) |          | 86' Giovanni van Bronckhorst |           | Arena Petrol, Celje Toeschouwers: 9.520 Scheidsrechter: Manuel Mejuto González (ESP) |

|                                                                     |            |                                      |           |                                                                                                |
| 2 juni Vriendschappelijk № 653 «onderlinge duels» 20:00 uur (UTC+9) | Zuid-Korea | 0 – 2                                | Nederland | Seoul World Cupstadion, Seoel Toeschouwers: 62.884 Scheidsrechter: Krishnan Ramachandran (MAS) |
| 2 juni Vriendschappelijk № 653 «onderlinge duels» 20:00 uur (UTC+9) |            | 32' (pen.), 72' Rafael van der Vaart |           | Seoul World Cupstadion, Seoel Toeschouwers: 62.884 Scheidsrechter: Krishnan Ramachandran (MAS) |

|                                                                     |                  |       |                                                                          |                                                                                       |
| 6 juni Vriendschappelijk № 654 «onderlinge duels» 19:00 uur (UTC+7) | Thailand         | 1 – 3 | Nederland                                                                | Rajamangalastadion, Bangkok Toeschouwers: 20.000 Scheidsrechter: Ganesan Miniam (SIN) |
| 6 juni Vriendschappelijk № 654 «onderlinge duels» 19:00 uur (UTC+7) | Tawan Sripan 66' |       | 3' Rafael van der Vaart 42' John Heitinga 56' Jan Vennegoor of Hesselink | Rajamangalastadion, Bangkok Toeschouwers: 20.000 Scheidsrechter: Ganesan Miniam (SIN) |

|                                                                          |                                    |       |                |                                                                                   |
| 22 augustus Vriendschappelijk № 655 «onderlinge duels» 20:30 uur (UTC+2) | Zwitserland                        | 2 – 1 | Nederland      | Stade de Genève, Lancy Toeschouwers: 24.000 Scheidsrechter: Laurent Duhamel (FRA) |
| 22 augustus Vriendschappelijk № 655 «onderlinge duels» 20:30 uur (UTC+2) | Tranquillo Barnetta 9' (pen.), 51' |       | 52' Dirk Kuijt | Stade de Genève, Lancy Toeschouwers: 24.000 Scheidsrechter: Laurent Duhamel (FRA) |

|                                                                                     |                                              |       |           |                                                                                             |
| 8 september Kwalificatie EK 2008 Groep G № 656 «onderlinge duels» 20:30 uur (UTC+2) | Nederland                                    | 2 – 0 | Bulgarije | Amsterdam Arena, Amsterdam Toeschouwers: 49.500 Scheidsrechter: Luis Medina Cantalejo (ESP) |
| 8 september Kwalificatie EK 2008 Groep G № 656 «onderlinge duels» 20:30 uur (UTC+2) | Wesley Sneijder 23' Ruud van Nistelrooij 58' |       |           | Amsterdam Arena, Amsterdam Toeschouwers: 49.500 Scheidsrechter: Luis Medina Cantalejo (ESP) |

|                                                                                      |         |                            |           |                                                                                  |
| 12 september Kwalificatie EK 2008 Groep G № 657 «onderlinge duels» 20:45 uur (UTC+2) | Albanië | 0 – 1                      | Nederland | Qemal Stafastadion, Tirana Toeschouwers: 19.600 Scheidsrechter: Mike Riley (ENG) |
| 12 september Kwalificatie EK 2008 Groep G № 657 «onderlinge duels» 20:45 uur (UTC+2) |         | 90+1' Ruud van Nistelrooij |           | Qemal Stafastadion, Tirana Toeschouwers: 19.600 Scheidsrechter: Mike Riley (ENG) |

|                                                                                    |                 |       |           |                                                                                      |
| 13 oktober Kwalificatie EK 2008 Groep G № 658 «onderlinge duels» 20:15 uur (UTC+3) | Roemenië        | 1 – 0 | Nederland | Stadionul Farul, Constanța Toeschouwers: 12.595 Scheidsrechter: Kyros Vassaras (GRE) |
| 13 oktober Kwalificatie EK 2008 Groep G № 658 «onderlinge duels» 20:15 uur (UTC+3) | Dorin Goian 71' |       |           | Stadionul Farul, Constanța Toeschouwers: 12.595 Scheidsrechter: Kyros Vassaras (GRE) |

|                                                                                    |                                             |       |          |                                                                                      |
| 17 oktober Kwalificatie EK 2008 Groep G № 659 «onderlinge duels» 20:30 uur (UTC+2) | Nederland                                   | 2 – 0 | Slovenië | Philips Stadion, Eindhoven Toeschouwers: 32.500 Scheidsrechter: Nicola Rizzoli (ITA) |
| 17 oktober Kwalificatie EK 2008 Groep G № 659 «onderlinge duels» 20:30 uur (UTC+2) | Wesley Sneijder 14' Klaas-Jan Huntelaar 87' |       |          | Philips Stadion, Eindhoven Toeschouwers: 32.500 Scheidsrechter: Nicola Rizzoli (ITA) |

|                                                                                     |                      |       |           |                                                                                         |
| 17 november Kwalificatie EK 2008 Groep G № 660 «onderlinge duels» 20:30 uur (UTC+1) | Nederland            | 1 – 0 | Luxemburg | Stadion Feijenoord, Rotterdam Toeschouwers: 45.000 Scheidsrechter: Martin Hansson (SWE) |
| 17 november Kwalificatie EK 2008 Groep G № 660 «onderlinge duels» 20:30 uur (UTC+1) | Danny Koevermans 43' |       |           | Stadion Feijenoord, Rotterdam Toeschouwers: 45.000 Scheidsrechter: Martin Hansson (SWE) |

|                                                                                     |                                        |       |                          |                                                                                |
| 21 november Kwalificatie EK 2008 Groep G № 661 «onderlinge duels» 19:00 uur (UTC+2) | Wit-Rusland                            | 2 – 1 | Nederland                | Dinamostadion, Minsk Toeschouwers: 11.900 Scheidsrechter: Bertrand Layec (FRA) |
| 21 november Kwalificatie EK 2008 Groep G № 661 «onderlinge duels» 19:00 uur (UTC+2) | Vitali Bulyga 49' Vladimir Korytko 65' |       | 89' Rafael van der Vaart | Dinamostadion, Minsk Toeschouwers: 11.900 Scheidsrechter: Bertrand Layec (FRA) |

### 2008
|                                                                         |         |                                                                         |           |                                                                                       |
| 6 februari Vriendschappelijk № 662 «onderlinge duels» 20:30 uur (UTC+1) | Kroatië | 0 – 3                                                                   | Nederland | Poljudstadion, Split Toeschouwers: 28.000 Scheidsrechter: César Muñiz Fernández (ESP) |
| 6 februari Vriendschappelijk № 662 «onderlinge duels» 20:30 uur (UTC+1) |         | 9' John Heitinga 37' Klaas-Jan Huntelaar 89' Jan Vennegoor of Hesselink |           | Poljudstadion, Split Toeschouwers: 28.000 Scheidsrechter: César Muñiz Fernández (ESP) |

|                                                                       |                                                |       |                                                                               |                                                                                      |
| 26 maart Vriendschappelijk № 663 «onderlinge duels» 20:30 uur (UTC+2) | Oostenrijk                                     | 3 – 4 | Nederland                                                                     | Ernst Happelstadion, Wenen Toeschouwers: 40.500 Scheidsrechter: Martin Hansson (SWE) |
| 26 maart Vriendschappelijk № 663 «onderlinge duels» 20:30 uur (UTC+2) | Andreas Ivanschitz 6' Sebastian Prödl 18', 35' |       | 37', 86' Klaas-Jan Huntelaar 67' John Heitinga 82' Jan Vennegoor of Hesselink | Ernst Happelstadion, Wenen Toeschouwers: 40.500 Scheidsrechter: Martin Hansson (SWE) |

|                                                                     |                                                       |       |          |                                                                                            |
| 24 mei Vriendschappelijk № 664 «onderlinge duels» 20:30 uur (UTC+2) | Nederland                                             | 3 – 0 | Oekraïne | Stadion Feijenoord, Rotterdam Toeschouwers: 34.000 Scheidsrechter: Claudio Circhetta (SUI) |
| 24 mei Vriendschappelijk № 664 «onderlinge duels» 20:30 uur (UTC+2) | Dirk Kuijt 23' Klaas-Jan Huntelaar 38' Ryan Babel 63' |       |          | Stadion Feijenoord, Rotterdam Toeschouwers: 34.000 Scheidsrechter: Claudio Circhetta (SUI) |

|                                                                     |                          |       |                       |                                                                                    |
| 29 mei Vriendschappelijk № 665 «onderlinge duels» 20:00 uur (UTC+2) | Nederland                | 1 – 1 | Denemarken            | Philips Stadion, Eindhoven Toeschouwers: 34.000 Scheidsrechter: Tony Chapron (FRA) |
| 29 mei Vriendschappelijk № 665 «onderlinge duels» 20:00 uur (UTC+2) | Ruud van Nistelrooij 29' |       | 56' Christian Poulsen | Philips Stadion, Eindhoven Toeschouwers: 34.000 Scheidsrechter: Tony Chapron (FRA) |

|                                                                     |                                      |       |       |                                                                                      |
| 1 juni Vriendschappelijk № 666 «onderlinge duels» 15:00 uur (UTC+2) | Nederland                            | 2 – 0 | Wales | Stadion Feijenoord, Rotterdam Toeschouwers: 48.500 Scheidsrechter: Felix Brych (GER) |
| 1 juni Vriendschappelijk № 666 «onderlinge duels» 15:00 uur (UTC+2) | Arjen Robben 35' Wesley Sneijder 54' |       |       | Stadion Feijenoord, Rotterdam Toeschouwers: 48.500 Scheidsrechter: Felix Brych (GER) |

| Europees kampioenschap voetbal 2008 |
| ----------------------------------- |

|                                                                   |                                                                           |       |        |                                                                                   |
| 9 juni EK 2008 Groep C № 667 «onderlinge duels» 20:45 uur (UTC+2) | Nederland                                                                 | 3 – 0 | Italië | Stade de Suisse, Bern Toeschouwers: 30.777 Scheidsrechter: Peter Fröjdfeldt (SWE) |
| 9 juni EK 2008 Groep C № 667 «onderlinge duels» 20:45 uur (UTC+2) | Ruud van Nistelrooij 26' Wesley Sneijder 31' Giovanni van Bronckhorst 79' |       |        | Stade de Suisse, Bern Toeschouwers: 30.777 Scheidsrechter: Peter Fröjdfeldt (SWE) |

|                                                                    |                                                                         |       |                   |                                                                                 |
| 13 juni EK 2008 Groep C № 668 «onderlinge duels» 20:45 uur (UTC+2) | Nederland                                                               | 4 – 1 | Frankrijk         | Stade de Suisse, Bern Toeschouwers: 30.777 Scheidsrechter: Herbert Fandel (GER) |
| 13 juni EK 2008 Groep C № 668 «onderlinge duels» 20:45 uur (UTC+2) | Dirk Kuijt 9' Robin van Persie 59' Arjen Robben 72' Wesley Sneijder 90' |       | 71' Thierry Henry | Stade de Suisse, Bern Toeschouwers: 30.777 Scheidsrechter: Herbert Fandel (GER) |

|                                                                    |                                              |       |          |                                                                                  |
| 17 juni EK 2008 Groep C № 669 «onderlinge duels» 20:45 uur (UTC+2) | Nederland                                    | 2 – 0 | Roemenië | Stade de Suisse, Bern Toeschouwers: 30.777 Scheidsrechter: Massimo Busacca (SUI) |
| 17 juni EK 2008 Groep C № 669 «onderlinge duels» 20:45 uur (UTC+2) | Klaas-Jan Huntelaar 54' Robin van Persie 87' |       |          | Stade de Suisse, Bern Toeschouwers: 30.777 Scheidsrechter: Massimo Busacca (SUI) |

|                                                                        |                          |              |                                                                     |                                                                               |
| 21 juni EK 2008 Kwartfinale № 670 «onderlinge duels» 20:45 uur (UTC+2) | Nederland                | 1 – 3 (n.v.) | Rusland                                                             | St. Jakob-Park, Bazel Toeschouwers: 38.374 Scheidsrechter: Ľuboš Micheľ (SVK) |
| 21 juni EK 2008 Kwartfinale № 670 «onderlinge duels» 20:45 uur (UTC+2) | Ruud van Nistelrooij 86' |              | 56' Roman Pavljoetsjenko 112' Dmitri Torbinski 116' Andrej Arsjavin | St. Jakob-Park, Bazel Toeschouwers: 38.374 Scheidsrechter: Ľuboš Micheľ (SVK) |

|  |  |  |  |  |  |  |  |  |

|                                                                          |                                |       |                      |                                                                                      |
| 20 augustus Vriendschappelijk № 671 «onderlinge duels» 21:15 uur (UTC+4) | Rusland                        | 1 – 1 | Nederland            | Lokomotivstadion, Moskou Toeschouwers: 20.000 Scheidsrechter: Peter Fröjdfeldt (SWE) |
| 20 augustus Vriendschappelijk № 671 «onderlinge duels» 21:15 uur (UTC+4) | Konstantin Zyrjanov 78' (pen.) |       | 24' Robin van Persie | Lokomotivstadion, Moskou Toeschouwers: 20.000 Scheidsrechter: Peter Fröjdfeldt (SWE) |

|                                                                          |                        |       |                                            |                                                                                       |
| 6 september Vriendschappelijk № 672 «onderlinge duels» 20:45 uur (UTC+2) | Nederland              | 1 – 2 | Australië                                  | Philips Stadion, Eindhoven Toeschouwers: 22.500 Scheidsrechter: Martin Atkinson (ENG) |
| 6 september Vriendschappelijk № 672 «onderlinge duels» 20:45 uur (UTC+2) | Klaas-Jan Huntelaar 6' |       | 45' (pen.) Harry Kewell 76' Joshua Kennedy | Philips Stadion, Eindhoven Toeschouwers: 22.500 Scheidsrechter: Martin Atkinson (ENG) |

|                                                                                      |                         |       |                                            |                                                                                           |
| 10 september Kwalificatie WK 2010 Groep 9 № 673 «onderlinge duels» 20:30 uur (UTC+2) | Macedonië               | 1 – 2 | Nederland                                  | Stadion Gradski Park, Skopje Toeschouwers: 11.000 Scheidsrechter: Grzegorz Gilewski (POL) |
| 10 september Kwalificatie WK 2010 Groep 9 № 673 «onderlinge duels» 20:30 uur (UTC+2) | Goran Pandev 78' (pen.) |       | 46' John Heitinga 60' Rafael van der Vaart | Stadion Gradski Park, Skopje Toeschouwers: 11.000 Scheidsrechter: Grzegorz Gilewski (POL) |

|                                                                                    |                                             |       |         |                                                                                           |
| 11 oktober Kwalificatie WK 2010 Groep 9 № 674 «onderlinge duels» 20:45 uur (UTC+2) | Nederland                                   | 2 – 0 | IJsland | Stadion Feijenoord, Rotterdam Toeschouwers: 37.500 Scheidsrechter: Matteo Trefoloni (ITA) |
| 11 oktober Kwalificatie WK 2010 Groep 9 № 674 «onderlinge duels» 20:45 uur (UTC+2) | Joris Mathijsen 15' Klaas-Jan Huntelaar 65' |       |         | Stadion Feijenoord, Rotterdam Toeschouwers: 37.500 Scheidsrechter: Matteo Trefoloni (ITA) |

|                                                                                    |           |                     |           |                                                                                |
| 15 oktober Kwalificatie WK 2010 Groep 9 № 675 «onderlinge duels» 19:00 uur (UTC+2) | Noorwegen | 0 – 1               | Nederland | Ullevaalstadion, Oslo Toeschouwers: 23.840 Scheidsrechter: Konrad Plautz (AUT) |
| 15 oktober Kwalificatie WK 2010 Groep 9 № 675 «onderlinge duels» 19:00 uur (UTC+2) |           | 63' Mark van Bommel |           | Ullevaalstadion, Oslo Toeschouwers: 23.840 Scheidsrechter: Konrad Plautz (AUT) |

|                                                                          |                                          |       |                   |                                                                                   |
| 19 november Vriendschappelijk № 676 «onderlinge duels» 20:45 uur (UTC+1) | Nederland                                | 3 – 1 | Zweden            | Amsterdam Arena, Amsterdam Toeschouwers: 26.750 Scheidsrechter: Zsolt Szabó (HUN) |
| 19 november Vriendschappelijk № 676 «onderlinge duels» 20:45 uur (UTC+1) | Robin van Persie 32', 48' Dirk Kuijt 90' |       | 49' Kim Källström | Amsterdam Arena, Amsterdam Toeschouwers: 26.750 Scheidsrechter: Zsolt Szabó (HUN) |

### 2009
|                                                                          |                 |       |                         |                                                                                        |
| 11 februari Vriendschappelijk № 677 «onderlinge duels» 20:30 uur (UTC+1) | Tunesië         | 1 – 1 | Nederland               | 7 Novemberstadion, Radès Toeschouwers: 17.000 Scheidsrechter: Essam Abd El Fatah (EGY) |
| 11 februari Vriendschappelijk № 677 «onderlinge duels» 20:30 uur (UTC+1) | Jamel Saihi 67' |       | 61' Klaas-Jan Huntelaar | 7 Novemberstadion, Radès Toeschouwers: 17.000 Scheidsrechter: Essam Abd El Fatah (EGY) |

|                                                                                  |                                                                    |       |           |                                                                                       |
| 28 maart Kwalificatie WK 2010 Groep 9 № 678 «onderlinge duels» 20:45 uur (UTC+1) | Nederland                                                          | 3 – 0 | Schotland | Amsterdam Arena, Amsterdam Toeschouwers: 49.552 Scheidsrechter: Laurent Duhamel (FRA) |
| 28 maart Kwalificatie WK 2010 Groep 9 № 678 «onderlinge duels» 20:45 uur (UTC+1) | Klaas-Jan Huntelaar 30' Robin van Persie 45' Dirk Kuijt 77' (pen.) |       |           | Amsterdam Arena, Amsterdam Toeschouwers: 49.552 Scheidsrechter: Laurent Duhamel (FRA) |

|                                                                                 |                                                                      |       |           |                                                                                       |
| 1 april Kwalificatie WK 2010 Groep 9 № 679 «onderlinge duels» 20:45 uur (UTC+2) | Nederland                                                            | 4 – 0 | Macedonië | Amsterdam Arena, Amsterdam Toeschouwers: 47.750 Scheidsrechter: Peter Rasmussen (DEN) |
| 1 april Kwalificatie WK 2010 Groep 9 № 679 «onderlinge duels» 20:45 uur (UTC+2) | Dirk Kuijt 16', 41' Klaas-Jan Huntelaar 25' Rafael van der Vaart 88' |       |           | Amsterdam Arena, Amsterdam Toeschouwers: 47.750 Scheidsrechter: Peter Rasmussen (DEN) |

|                                                                              |                             |       |                                      |                                                                                 |
| 6 juni Kwalificatie WK 2010 Groep 9 № 680 «onderlinge duels» 18:45 uur (UTC) | IJsland                     | 1 – 2 | Nederland                            | Laugardalsvöllur, Reykjavik Toeschouwers: 9.800 Scheidsrechter: Mike Dean (ENG) |
| 6 juni Kwalificatie WK 2010 Groep 9 № 680 «onderlinge duels» 18:45 uur (UTC) | Kristján Örn Sigurðsson 88' |       | 9' Nigel de Jong 16' Mark van Bommel | Laugardalsvöllur, Reykjavik Toeschouwers: 9.800 Scheidsrechter: Mike Dean (ENG) |

|                                                                                 |                                   |       |           |                                                                                         |
| 10 juni Kwalificatie WK 2010 Groep 9 № 681 «onderlinge duels» 20:45 uur (UTC+2) | Nederland                         | 2 – 0 | Noorwegen | Stadion Feijenoord, Rotterdam Toeschouwers: 45.600 Scheidsrechter: Joeri Baskakov (RUS) |
| 10 juni Kwalificatie WK 2010 Groep 9 № 681 «onderlinge duels» 20:45 uur (UTC+2) | André Ooijer 33' Arjen Robben 52' |       |           | Stadion Feijenoord, Rotterdam Toeschouwers: 45.600 Scheidsrechter: Joeri Baskakov (RUS) |

|                                                                          |                                         |       |                        |                                                                                      |
| 12 augustus Vriendschappelijk № 682 «onderlinge duels» 20:45 uur (UTC+2) | Nederland                               | 2 – 2 | Engeland               | Amsterdam Arena, Amsterdam Toeschouwers: 48.000 Scheidsrechter: Nicola Rizzoli (ITA) |
| 12 augustus Vriendschappelijk № 682 «onderlinge duels» 20:45 uur (UTC+2) | Dirk Kuijt 10' Rafael van der Vaart 37' |       | 49', 77' Jermain Defoe | Amsterdam Arena, Amsterdam Toeschouwers: 48.000 Scheidsrechter: Nicola Rizzoli (ITA) |

|                                                                          |                                                                  |       |       |                                                                                     |
| 5 september Vriendschappelijk № 683 «onderlinge duels» 14:00 uur (UTC+2) | Nederland                                                        | 3 – 0 | Japan | De Grolsch Veste, Enschede Toeschouwers: 23.750 Scheidsrechter: Damir Skomina (SVK) |
| 5 september Vriendschappelijk № 683 «onderlinge duels» 14:00 uur (UTC+2) | Robin van Persie 69' Wesley Sneijder 73' Klaas-Jan Huntelaar 87' |       |       | De Grolsch Veste, Enschede Toeschouwers: 23.750 Scheidsrechter: Damir Skomina (SVK) |

|                                                                                     |           |                 |           |                                                                                  |
| 9 september Kwalificatie WK 2010 Groep 9 № 684 «onderlinge duels» 19:30 uur (UTC+1) | Schotland | 0 – 1           | Nederland | Hampden Park, Glasgow Toeschouwers: 51.230 Scheidsrechter: Claus Bo Larsen (DEN) |
| 9 september Kwalificatie WK 2010 Groep 9 № 684 «onderlinge duels» 19:30 uur (UTC+1) |           | 82' Eljero Elia |           | Hampden Park, Glasgow Toeschouwers: 51.230 Scheidsrechter: Claus Bo Larsen (DEN) |

|                                                                         |           |       |           |                                                                                        |
| 10 oktober Vriendschappelijk № 685 «onderlinge duels» 19:30 uur (UTC+1) | Australië | 0 – 0 | Nederland | Sydney Football Stadium, Sydney Toeschouwers: 40.586 Scheidsrechter: Minoru Tōjō (JPN) |
| 10 oktober Vriendschappelijk № 685 «onderlinge duels» 19:30 uur (UTC+1) |           |       |           | Sydney Football Stadium, Sydney Toeschouwers: 40.586 Scheidsrechter: Minoru Tōjō (JPN) |

|                                                                          |        |       |           |                                                                                        |
| 14 november Vriendschappelijk № 686 «onderlinge duels» 20:45 uur (UTC+1) | Italië | 0 – 0 | Nederland | Stadio Adriatico, Pescara Toeschouwers: 17.134 Scheidsrechter: Claudio Circhetta (SUI) |
| 14 november Vriendschappelijk № 686 «onderlinge duels» 20:45 uur (UTC+1) |        |       |           | Stadio Adriatico, Pescara Toeschouwers: 17.134 Scheidsrechter: Claudio Circhetta (SUI) |

|                                                                          |           |       |          |                                                                                            |
| 18 november Vriendschappelijk № 687 «onderlinge duels» 20:45 uur (UTC+1) | Nederland | 0 – 0 | Paraguay | Abe Lenstra Stadion, Heerenveen Toeschouwers: 14.130 Scheidsrechter: Vladimír Hriňák (SVK) |
| 18 november Vriendschappelijk № 687 «onderlinge duels» 20:45 uur (UTC+1) |           |       |          | Abe Lenstra Stadion, Heerenveen Toeschouwers: 14.130 Scheidsrechter: Vladimír Hriňák (SVK) |

## Samenvatting
| 2000 - 2009       | 2000 - 2009                          | 2000 - 2009                          | 2000 - 2009                          | 2000 - 2009                          | 2000 - 2009                          | 2000 - 2009                          | 2000 - 2009                          |                   | 1905 - 2009     | 1905 - 2009 | 1905 - 2009 | 1905 - 2009 | 1905 - 2009 | 1905 - 2009 | 1905 - 2009 | 1905 - 2009 |
| Competitie        | Totaal gespeeld                      | Winst                                | Gelijk                               | Verlies                              | Doelpunten                           | Doelpunten                           | Doelpunten                           | Competitie        | Totaal gespeeld | Winst       | Gelijk      | Verlies     | Doelpunten  | Doelpunten  | Doelpunten  |             |
| Competitie        | Totaal gespeeld                      | Winst                                | Gelijk                               | Verlies                              | Voor                                 | Tegen                                | Saldo                                | Competitie        | Totaal gespeeld | Winst       | Gelijk      | Verlies     | Voor        | Tegen       | Saldo       |             |
| ----------------- | ------------------------------------ | ------------------------------------ | ------------------------------------ | ------------------------------------ | ------------------------------------ | ------------------------------------ | ------------------------------------ | ----------------- | --------------- | ----------- | ----------- | ----------- | ----------- | ----------- | ----------- | ----------- |
| WK Eindronde      | 4                                    | 2                                    | 1                                    | 1                                    | 3                                    | 2                                    | +1                                   | WK Eindronde      | 36              | 16          | 10          | 10          | 58          | 37          | +21         |             |
| WK Kwalificatie   | 30                                   | 24                                   | 4                                    | 2                                    | 74                                   | 14                                   | +60                                  | WK Kwalificatie   | 105             | 67          | 22          | 16          | 241         | 76          | +165        |             |
| EK Eindronde      | 14                                   | 8                                    | 3                                    | 3                                    | 30                                   | 13                                   | +17                                  | EK Eindronde      | 32              | 17          | 8           | 7           | 55          | 32          | +23         |             |
| EK Kwalificatie   | 22                                   | 15                                   | 3                                    | 4                                    | 41                                   | 12                                   | +29                                  | EK Kwalificatie   | 90              | 59          | 14          | 17          | 204         | 63          | +141        |             |
| Olympische Spelen | Geen deelnames aan Olympische Spelen | Geen deelnames aan Olympische Spelen | Geen deelnames aan Olympische Spelen | Geen deelnames aan Olympische Spelen | Geen deelnames aan Olympische Spelen | Geen deelnames aan Olympische Spelen | Geen deelnames aan Olympische Spelen | Olympische Spelen | 21              | 10          | 2           | 9           | 51          | 44          | +7          |             |
| Mini WK           | Geen mini WK gehouden                | Geen mini WK gehouden                | Geen mini WK gehouden                | Geen mini WK gehouden                | Geen mini WK gehouden                | Geen mini WK gehouden                | Geen mini WK gehouden                | Mini WK           | 2               | 0           | 1           | 1           | 1           | 3           | -2          |             |
| Vriendschappelijk | 52                                   | 27                                   | 20                                   | 5                                    | 81                                   | 38                                   | +43                                  | Vriendschappelijk | 401             | 167         | 99          | 135         | 823         | 696         | +127        |             |
| Totaal            | 122                                  | 76                                   | 31                                   | 15                                   | 229                                  | 79                                   | +150                                 | Totaal            | 687             | 336         | 156         | 195         | 1433        | 951         | +482        |             |

KNVB ·
A-internationals ·
Bondscoaches (m) ·
Topscorers ·
Nederlands vrouwenelftal ·
Bondscoaches (v) ·
Nederland B ·
Olympisch elftal ·
Jong Oranje ·
Nederland –20 ·
Nederland –19 ·
Nederland –18 ·
Nederland –17 ·
Nederland –16 ·
Nederland –15 ·
Nederlands amateurelftal ·
Nederlands zaterdagelftal ·
Jong OranjeLeeuwinnen ·
Vrouwen –20 ·
Vrouwen –19 ·
Vrouwen –18 ·
Vrouwen –17 ·
Vrouwen –16 ·
Vrouwen –15 ·
Militair mannenelftal ·
Militair vrouwenelftal ·
Strandteam ·
Vrouwen Strandteam ·
Futsalteam ·
Vrouwen Futsalteam

EK-wedstrijden ·
WK-wedstrijden ·
Resultaten kwalificaties en eindronden ·
Nederland B-wedstrijden ·
Officieuze wedstrijden ·
EK-wedstrijden vrouwen ·
WK-wedstrijden vrouwen ·
Resultaten vrouwen kwalificaties en eindronden
1905 – 1919 ·
1920 – 1929 ·
1930 – 1939 ·
1940 – 1949 ·
1950 – 1959 ·
1960 – 1969 ·
1970 – 1979 ·
1980 – 1989 ·
1990 – 1999 ·
2000 – 2009 ·
2010 – 2019 ·
2020 – 2029
2015 ·
2016 ·
2017 ·
2018 ·
2019 ·
2020 ·
2021 · 
2022
EK's: 1976 · 
1980 · 
1988 · 
1992 · 
1996 · 
2000 · 
2004 · 
2008 · 
2012 · 
2020 · 
2024
WK's: 1934 · 
1938 · 
1974 · 
1978 · 
1990 · 
1994 · 
1998 · 
2006 · 
2010 · 
2014 · 
2022
OS: 1908 ·
1912 ·
1920 ·
1924 ·
1928 ·
1948 ·
1952 ·
2008
Albanië ·
Andorra ·
Argentinië ·
Armenië ·
Australië ·
België ·
Bosnië en Herzegovina ·
Brazilië ·
Bulgarije ·
Canada ·
Chili ·
China ·
Colombia ·
Costa Rica ·
Curaçao ·
Cyprus ·
DDR ·
Denemarken ·
Duitsland ·
Ecuador ·
Egypte ·
Engeland ·
Estland ·
Faeröer ·
Finland ·
Frankrijk ·
GOS · 
Georgië ·
Ghana ·
Gibraltar ·
Griekenland ·
Hongarije ·
Ierland ·
IJsland ·
Indonesië ·
Iran ·
Israël ·
Italië ·
Ivoorkust ·
Japan ·
Joegoslavië ·
Kameroen ·
Kazachstan ·
Kroatië ·
Letland ·
Liechtenstein ·
Luxemburg ·
Malta ·
Marokko ·
Mexico ·
Moldavië ·
Montenegro ·
Nederlandse Antillen ·
Nigeria ·
Noord-Ierland ·
Noord-Macedonië ·
Noorwegen ·
Oekraïne ·
Oostenrijk ·
Paraguay ·
Peru ·
Polen ·
Portugal ·
Qatar ·
Roemenië ·
Rusland ·
Saarland ·
San Marino ·
Saoedi-Arabië ·
Schotland ·
Senegal ·
Servië en Montenegro ·
Slovenië ·
Slowakije ·
Sovjet-Unie ·
Spanje ·
Suriname ·
Thailand ·
Tsjechië ·
Tsjecho-Slowakije ·
Tunesië ·
Turkije ·
Uruguay ·
Verenigd Koninkrijk ·
Verenigde Staten ·
Wales ·
Wit-Rusland ·
Zuid-Afrika ·
Zuid-Korea ·
Zweden ·
Zwitserland
Argentinië (1978) ·
Argentinië (2006) ·
Argentinië (2014) ·
Argentinië (2022) ·
Australië (2014) ·
Brazilië (2014) ·
Chili (2014) · 
Costa Rica (2014) ·
Denemarken (2010) ·
Denemarken (2012) ·
Duitsland (2012) · 
Ecuador (2022) · 
Frankrijk (2008) ·
Italië (2008) ·
Ivoorkust (2006) ·
Japan (2010) ·
Kameroen (2010) ·
Mexico (2014) · 
Noord-Macedonië (2021) · 
Oekraïne (2021) · 
Oostenrijk (2021) · 
Portugal (2006) ·
Portugal (2012) ·
Portugal (2019) ·
Qatar (2022) ·
Roemenië (2008) ·
Rusland (2008) ·
San Marino (2011) ·
Senegal (2022) ·
Servië en Montenegro (2006) ·
Sovjet-Unie (1988) ·
Spanje (2010) ·
Spanje (2014) ·
Tsjechië (2021) · 
Uruguay (2010) ·
Verenigde Staten (2022) · 
West-Duitsland (1974)
AFC-zone: Afghanistan · Australië · Bahrein · Bangladesh · Bhutan · Brunei · Cambodja · China · Filipijnen · Guam · Hongkong · India · Indonesië · Iran · Irak · Japan · Jemen · Jordanië · Koeweit · Kirgizië · Laos · Libanon · Macau · Maleisië · Maldiven · Mongolië · Myanmar · Nepal · Noord-Korea · Oezbekistan · Oman · Oost-Timor · Pakistan · Palestina · Qatar · Saoedi-Arabië · Singapore · Sri Lanka · Syrië · Tadzjikistan · Taiwan · Thailand · Turkmenistan · Verenigde Arabische Emiraten · Vietnam · Zuid-Korea

CAF-zone: Algerije · Angola · Benin · Botswana · Burkina Faso · Burundi · Centraal-Afrikaanse Republiek · Comoren · Congo-Brazzaville · Congo-Kinshasa · Djibouti · Egypte · Equatoriaal-Guinea · Eritrea · Ethiopië · Gabon · Gambia · Ghana · Guinee · Guinee-Bissau · Ivoorkust · Kaapverdië · Kameroen · Kenia · Lesotho · Liberia · Libië · Madagaskar · Malawi · Mali  ·Mauritanië · Mauritius · Marokko · Mozambique · Namibië · Niger · Nigeria · Oeganda · Rwanda · Sao Tomé en Principe · Senegal · Seychellen · Sierra Leone · Soedan · Somalië · Swaziland · Tanzania · Togo · Tsjaad · Tunesië · Zambia · Zimbabwe · Zuid-Afrika

CONCACAF-zone: Amerikaanse Maagdeneilanden · Anguilla · Antigua en Barbuda · Aruba · Bahama's · Barbados · Belize · Bermuda · Britse Maagdeneilanden · Canada · Kaaimaneilanden · Costa Rica · Cuba · Dominica · Dominicaanse Republiek · El Salvador · Frans Guyana · Grenada · Guadeloupe · Guatemala · Guyana · Haïti · Honduras · Jamaica · Martinique · Mexico · Montserrat · 
Nicaragua · Panama · Puerto Rico · Saint Kitts en Nevis · Saint Lucia · Saint Vincent en de Grenadines · Sint Maarten · Suriname · Trinidad en Tobago · Turks- en Caicoseilanden · Verenigde Staten

CONMEBOL-zone: Argentinië · Bolivia · Brazilië · Chili · Colombia · Ecuador · Paraguay · Peru · Uruguay · Venezuela

OFC-zone: Amerikaans-Samoa · Cookeilanden · Fiji · Nieuw-Caledonië · Nieuw-Zeeland · Papoea-Nieuw-Guinea · Samoa · Salomoneilanden · Tahiti · Tonga · Vanuatu

UEFA-zone: Albanië · Andorra · Armenië · Azerbeidzjan · België · Bosnië en Herzegovina · Bulgarije · Cyprus · Denemarken · Duitsland · Engeland · Estland · Faeröer · Finland · Frankrijk · Georgië · Griekenland · Hongarije · IJsland · Ierland · Israël · Italië · Kazachstan · Kroatië · Letland · Liechtenstein · Litouwen · Luxemburg · Macedonië · Malta · Moldavië · Montenegro · Nederland · Noord-Ierland · Noorwegen · Oekraïne · Oostenrijk · Polen · Portugal · Roemenië · Rusland · San Marino · Schotland · Servië · Servië en Montenegro · Slovenië · Slowakije · Spanje · Tsjechië · Turkije · Wales · Wit-Rusland · Zweden · Zwitserland